# Нзило
Нзило (фр. lac Delcommune) — водохранилище, образованное плотиной гидроэлектростанции на реке Луалаба в провинции Катанга на юге Демократической Республики Конго.
Водохранилище находится примерно в 16 км к северо-востоку от города Колвези.
Первоначально водохранилище было названо в честь бельгийского солдата и исследователя Александра Делькоммуне.

## Плотина
Плотина с гидроэлектростанцией была построена для обеспечения электроэнергией медных рудников.
Станция состоит из четырёх блоков и имеет проектную мощность 100 МВт. Последний блок был введён в эксплуатацию в 1953 году. В настоящее время она эксплуатируется компанией SNEL (Societe Nationale d'Electricite с фр. — «Национальное электрическое общество»).

## Водохранилище
Площадь поверхности — около 200 км².
Водохранилище служит источником воды гидроэлектростанции. До строительства плотины на этом месте находились водно-болотные угодья вдоль реки Луалаба. Водоём зарыбили и теперь он является важным местом обитания водоплавающих птиц.
Озеро загрязнено сточными водами медного рудника, было зарегистрировано несколько случаев заражения шистосомозом.